# Riverton (Utah)
Riverton é uma cidade localizada no estado norte-americano do Utah, no condado de Salt Lake. Situa-se a 32,5 km de distância da capital estadual.

## Geografia
De acordo com o United States Census Bureau, a cidade tem uma área de 32,6 km², onde todo território está coberto por terra.

### Localidades na vizinhança
O diagrama seguinte representa as localidades num raio de 12 km ao redor de Riverton.

## Demografia
Segundo o censo nacional de 2010, a sua população é de 38 753 habitantes e sua densidade populacional é de 1 189,1 hab/km².

## Marcos históricos
A relação a seguir lista as 4 entradas do Registro Nacional de Lugares Históricos em Riverton. O primeiro marco foi designado em 21 de agosto de 1992 e o mais recente em 12 de abril de 2021.
- Beckstead-Butterfield House
- Draper-Steadman House
- Riverton Elementary School
- Riverton Historic District